# رینوس میشل
مارینوس «رینوس» جیکوب هندریکوس میشل (هلندی: Marinus "Rinus" Jacobus Hendricus Michels ۹ فوریه ۱۹۲۸ – ۳ مارس ۲۰۰۵) که بیشتر با نام رینوس میشل شناخته می‌شود، بازیکن و مربی سابق فوتبال اهل هلند بود. او در دوران بازی حرفه ایش برای باشگاه فوتبال آژاکس به میدان میرفت و بعداً نیز به سمت مربی این تیم انتخاب شد، میشل همچنین به عنوان بازیکن و سرمربی در تیم ملی فوتبال هلند فعالیت داشت.
بیشتر شهرت رینوس میشل به دلیل دست آوردهایش در کسوت مربیگری است، قهرمانی با آژاکس در لیگ قهرمانان اروپا، قهرمانی به همراه بارسلونا در لیگای اسپانیا و نیز چهار دوره تصدی پست سرمربیگری تیم ملی فوتبال هلند، که در طی آن این تیم را به فینال جام جهانی فوتبال ۱۹۷۴ هدایت و به قهرمانی جام ملت‌های اروپا ۱۹۸۸ رساند. اعتبار او به دلیل پایه‌گذاری یک تاکتیک عمده فوتبال به نام «تـوتـال فوتبال» در دههٔ ۱۹۷۰ است. این شیوه بعدها پایه گذار تیکی تاکا در اروپا شد. رینوس میشل در سال ۱۹۹۹ از جانب فیفا به عنوان «مربی قرن» انتخاب شد.
وی یکی از بهترین مربیان تاریخ فوتبال به شمار می‌آید.